# Isotomiella minor
Isotomiella minor är en urinsektsart som först beskrevs av Schaeffer 1896.  Isotomiella minor ingår i släktet Isotomiella och familjen Isotomidae. Arten är reproducerande i Sverige. Inga underarter finns listade i Catalogue of Life.